# Écoles de la cérémonie du thé japonaise

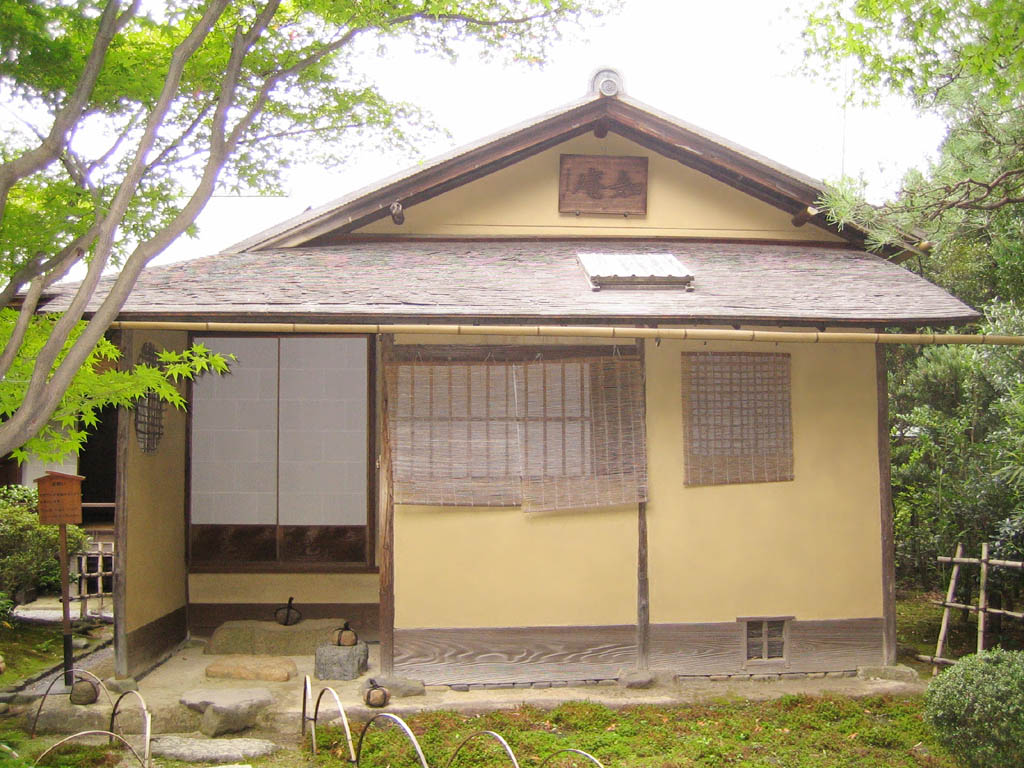

Les écoles de la cérémonie du thé japonaise enseignent les différents styles de l'art du thé. Le mot « école » est traduit en japonais par le terme ryūha (流派).

## Les trois écoles (San-Senke)
Il existe trois écoles historiques (家) descendant directement du maître de thé du XVIe siècle Sen no Rikyū. Elles sont connues sous le nom collectif de San-Senke (三千家, « trois familles/maisons Sen »). Il s'agit de l'Omotesenke, l'Urasenke et la Mushakōjisenke. Une autre école, la Sakaisenke (堺千家), située à Sakai, était la Senke d'origine. Le fils naturel de Rikyū, Sen Dōan, devient chef de la Sakaisenke après la mort de son père, mais l'école disparut car Dōan mourut sans héritier ou successeur. Une école nommée Edosenke (江戸千家, «famille/maison Edo ») n'est pas reliée par le sang avec la famille Sen. Son fondateur, Kawakami Fuhaku (1716–1807), devint maître de thé auprès de la 7e génération de la lignée Omotesenke, puis fonda une maison de thé à Edo, où il se dédia au développement du style Omotesenke.
Les San-Senke sont nées du fait que trois des quatre fils de Genpaku Sōtan (le petit-fils de Sen no Rikyū), ont hérité ou développé une maison de thé, et assumé le devoir de transmission des idéaux et de la méthodologie du thé de leur arrière-grand-père, Sen no Rikyū.
Kōshin Sōsa hérita du style Fushin-an (不審菴) et devint chef (iemoto) de la lignée Omotesenke. Sensō Sōshitsu hérita du style Konnichi-an (今日庵) et devint iemoto de la lignée Urasenke. Et Ichiō Sōshu développa le style Kankyū-an (官休庵) et devint iemoto de la lignée Mushakōjisenke. Les noms de ces trois lignées familiales venaient de l'emplacement de leur maison de thé : la famille à l'avant (omote), la famille à l'arrière (ura), et la famille sur la rue Mushakōji.

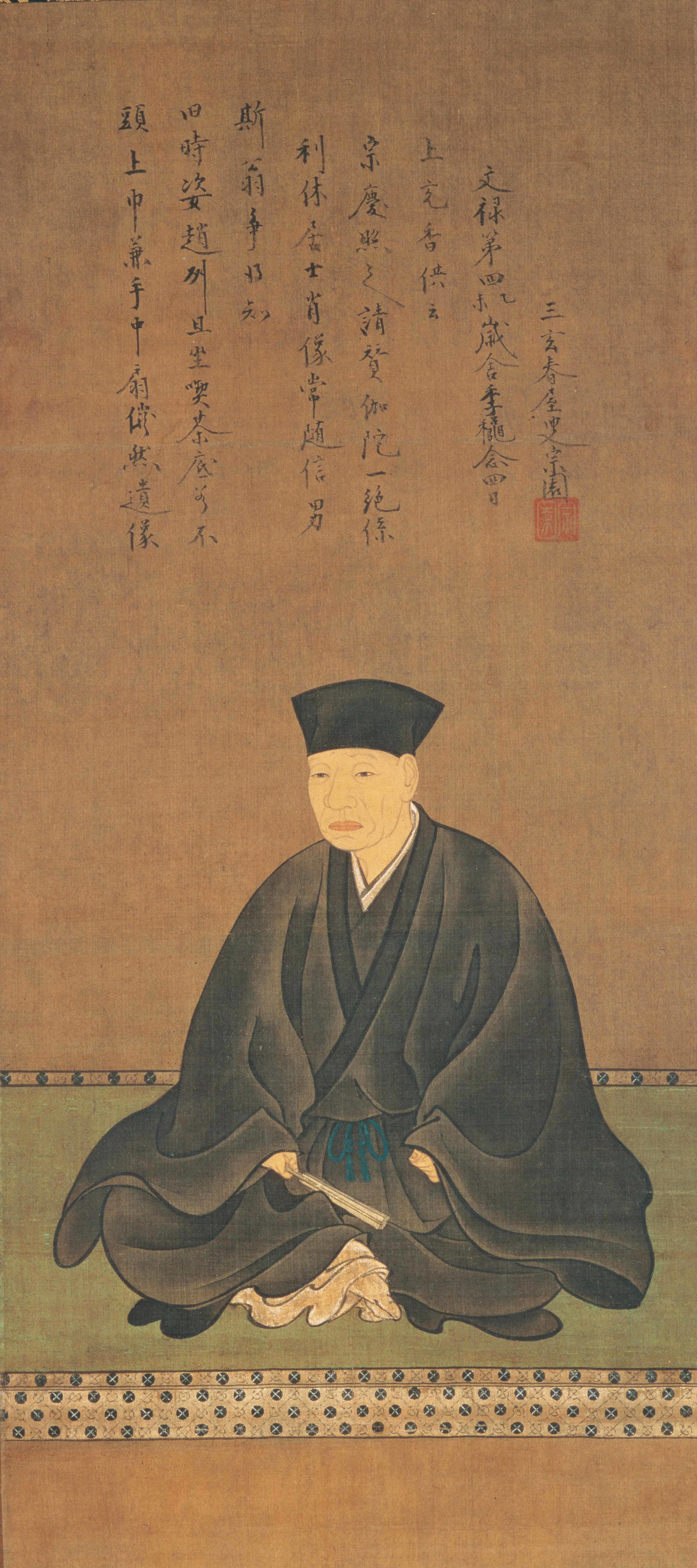
Sen no Rikyū

L'art du thé, perfectionné par Sen no Rikyū, et poursuivi par Sen Sōtan est appelé wabi-cha. Les San-Senke ont historiquement défendu ce style.

## Autres écoles
Les trois lignées de la famille Sen qui considéraient leur fondateur comme Sen no Rikyū sont simplement connues sous le nom de Omotesenke, Urasenke et Mushakōjisenke. Les écoles qui se développèrent à partir des San-Senke, ou de façon indépendante, sont appelées ryū (de ryūha), qui peut être traduit par « école » ou « style ». Les nouvelles écoles ont souvent été formées lorsque des factions se sont séparées d'écoles existantes après plusieurs générations. Il existe beaucoup de ces écoles, dont la plupart sont de taille réduite.

## Écoles actuelles
- Anrakuan-ryū, 安楽庵流 (fondateur : Anrakuan Sakuden [1554-1642)]
- Chinshin-ryū, 鎮信流 (fondateur : Matsura Chinshin [1622-1703], magistrat de Hizen (actuelle préfecture de Nagasaki). L'école est issue de la « maison-guerrière de l'art du thé » (buke-cha) qui fut promue par le daimyō Katagiri Sekishū. L'école est également appelée Sekishū-ryū Chinshin-ha (« branche Chinshin de l'école Sekishū »).
- Edosenke-ryū, 江戸千家流 (fondateur : Kawakami Fuhaku [1716-1807])
- Enshū-ryū, 遠州流 (fondateur : Kobori Masakazu alias Kobori Enshū)
- Fujibayashi-ryū, 藤林流 (aussi appelée Sekishū-ryū Sōgen-ha ; voir Sekishū-ryū plus bas)
- Fuhaku-ryū, 不白流 (fondateur : Kawakami Fuhaku). Cette école, aussi appelée Omotesenke Fuhaku-ryū, fut créée après la mort de Kawakami Fuhaku, lorsqu'une faction se divisa de l'école Edosenke qu'il avait fondée[1].
- Hayami-ryū, 速水流 (fondateur : Hayami Sōtatsu [1727-1809], qui apprit l'art du thé auprès du 8e iemoto d'Urasenke, Yūgensai, qui l'autorisa à fonder son école à Okayama)[2].
- Higo-koryū, 肥後古流[3] (le mot Higo fait référence à l'actuelle préfecture de Kumamoto) et koryū signifie littéralement « ancienne école »). C'est l'une des écoles de la cérémonie du thé traditionnellement associées aux membres de l'ancien domaine de Higo, et est considérée comme étant proche du style de Sen Rikyū. L'école fut dirigée par trois familles, avant d'être divisée dans les trois branches suivantes :
  - Furuichi-ryū, 古市流
  - Kobori-ryū, 小堀流
  - Kayano-ryū, 萱野流
- Hisada-ryū, 久田流
- Hosokawasansai-ryū, 細川三斎流
- Horinouchi-ryū, 堀内流
- Kogetsuenshū-ryū, 壺月遠州流
- Matsuo-ryū, 松尾流 (fondateur : Matsuo Sōji [1677-1752], arrière-petit-fils d'un proche disciple de Sen Sōtan qui portait le même nom, Matsuo Sōji). Le fondateur de l'école Matsuo venait de Kyoto et apprit l'art du thé auprès du 6e iemoto d'Omotesenke, Kakukakusai. Il s'installe plus tard à Nagoya, où l'école Matsuo est basée. Beaucoup d'iemoto successifs de Matsuo-ryū ont appris auprès du iemoto régnant d'Omotesenke[4].
- Mitani-ryū, 三谷流
- Miyabi-ryū, 雅流
- Nara-ryū, 奈良流
- Oribe-ryū, 織部流 (fondateur : Furuta Shigenari [alias Furuta Oribe]). Selon l'historien du thé japonais Tsutsui Hiroichi, après la mort de Sen no Rikyū, son disciple Furuta Oribe lui succéda en tant que maître de thé le plus influent du pays. Oribe fut officier du thé du deuxième shogun, Tokugawa Hidetada, et eut de nombreux disciples, comme Kobori Enshū. Pour des raisons politiques, Oribe fut obligé de se suicider, et sa famille ne devint donc pas la famille officielle de l'enseignement du thé. De génération en génération, le chef de famille tient la position de karō (intendant) du daimyō du château d'Oka dans l'actuelle préfecture d'Ōita sur Kyūshū.

Lors de la restauration de Meiji de 1868, et la perte conséquente de la position héréditaire de la famille, le chef de la 14e génération, Furuta Sōkan, se rendit dans la nouvelle capitale, Tokyo, pour tenter de rétablir l'école Oribe. De nos jours, Kyūshū, et en particulier Ōita, ont le plus haut taux de concentration de disciples de cette école.
- Rikyū-ryū, 利休流
- Sakai-ryū, 堺流
- Sekishū-ryū, 石州流. L'école fut développée par le daimyō Katagiri Sadamasa (alias Katagiri Sekishū) (1605–1673), neveu de Katagiri Katsumoto et deuxième seigneur du domaine de Koizumi. Sekishū était le professeur de thé du quatrième shogun, Tokugawa Ietsuna, et son style devint populaire chez la classe dirigeante féodale de l'époque. L'école Sekishū-ryū se transmit à ses descendants directs, et aussi à des disciples talentueux qui fondèrent des branches (派, -ha) de l'école Sekishū[6] :
  - Sekishū-ryū Chinshin-ha, 石州流鎮信派 (voir Chinshin-ryū plus bas)
  - Sekishū-ryū Fumai-ha, 石州流不昧派 (fondateur : le daimyō Matsudaira Harusato, alias Matsudaira Fumai [1751-1818])[7].
  - Sekishū-ryū Ikei-ha, 石州流怡渓派 (fondateur : le prêtre de la secte Rinzai Ikei Sōetsu [1644-1714], fondateur d'une branche du Tōkai-ji à Tokyo). Il étudia l'art du thé auprès de Katagiri Sekishū. Son disciple, Isa Kōtaku (1684–1745), dont la famille était responsable des maisons de thé du shogunat Tokugawa, fonda l'école Sekishū Isa-ha (石州流伊佐派). Ainsi, le style Ikei-ha, qui se diffusa à Tokyo, était surnommé Edo Ikei, et celui qui pénétra dans la région d'Echigo (actuelle préfecture de Niigata) était appelé Echigo Ikei[8].
  - Sekishū-ryū Ōguchi-ha, 石州流大口派
  - Sekishū-ryū Shimizu-ha, 石州流清水派
  - Sekishū-ryū Sōgen-ha, 石州流宗源派 (fondateur : Fujibayashi Sōgen, 藤林宗源, [1606-95], vassal en chef du daimyō Katagiri Sekishū)[9].
  - Sekishū-ryū Nomura-ha, 石州流野村派
- Sōhen-ryū, 宗偏流 (fondateur : Yamada Sōhen [1627-1708], l'un des quatre proches disciples de Sen Sōtan)
- Sōwa-ryū, 宗和流 (fondateur : Kanamori Sōwa [alias Kanamori Shigechika, 1584-1656])
- Ueda Sōko-ryū, 上田宗箇流 (fondateur : Ueda Sōko  [1563-1650] s’est formé à la pratique du chanoyu auprès de Sen no Rikyu et Furuta Oribe avant développer son propre style, profondément influencé par les valeurs et les coutumes des samouraïs de la période Sengoku.)
- Uraku-ryū, 有楽流 (fondateur : Oda Nagamasu [Urakusai])
- Yabunouchi-ryū, 薮内流 (fondateur : Yabunouchi Kenchū Jōchi [1536-1627], qui, comme Sen no Rikyū, avait appris l'art du thé auprès de Takeno Jōō)
- Yōken-ryū, 庸軒流 (fondateur : Fujimura Yōken [1613-1699], l'un des quatre proches disciples de Sen Sōtan)